# Hrabstwo Buchanan (Missouri)
Hrabstwo Buchanan (ang. Buchanan County) – hrabstwo w stanie Missouri w Stanach Zjednoczonych.
Obszar całkowity hrabstwa obejmuje powierzchnię 414,57 mil2 (1 074 km²). Według danych z 2010 r. hrabstwo miało 89 201 mieszkańców. Hrabstwo powstało 31 grudnia 1838.

## Główne drogi
- Interstate 29
- Interstate 229
- U.S. Route 36
- U.S. Route 59
- U.S. Route 71
- U.S. Route 169
- Route 6
- Route 31
- Route 116
- Route 371

## Sąsiednie hrabstwa
- Hrabstwo Andrew (północ)
- Hrabstwo DeKalb (północny wschód)
- Hrabstwo Clinton (wschód)
- Hrabstwo Platte (południe)
- Hrabstwo Atchison (południowy zachód)
- Hrabstwo Doniphan (północny zachód)

## Miasta
- St. Joseph
- De Kalb
- Easton

## Wioski
- Agency
- Lewis and Clark Village
- Rushville